# Juraci Magalhães
Juraci Vieira de Magalhães OMM (Senador Pompeu, 12 de fevereiro de 1931 – Fortaleza, 21 de janeiro de 2009) foi um médico dermatologista e político brasileiro filiado ao Partido da República (PR, atual PL). Foi prefeito de Fortaleza por dois mandatos, além de superintendente do então Instituto Nacional de Previdência Social (INPS).
Em 1988, foi eleito vice-prefeito na chapa de Ciro Gomes. Porém, com a renúncia de Ciro para ser candidato a governador do Ceará, Juraci assumiu a prefeitura. Foi prefeito de Fortaleza de 1990 a 1993 e novamente de 1997 a 2004. Candidatou-se ao governo de estado do Ceará em 1994.
Em 2001, como prefeito, Magalhães foi admitido pelo presidente Fernando Henrique Cardoso à Ordem do Mérito Militar no grau de Oficial especial.
Em 2006, voltou a ser candidato como deputado federal pelo PL, porém não obteve êxito. Seu governo ficou conhecido como "Era Juraci", onde muitas e grandes obras foram realizadas, seguidas de polêmica.
Juraci construiu os primeiros viadutos de Fortaleza, a via expressa e ainda foi responsável pela implantação de alguns terminais de ônibus na cidade. Na segunda administração (1997-2000) criou o maior programa de Geração de Emprego e Renda e qualificação de mão-de-obra através da PROFITEC, comandada pela ex-deputada estadual Rachel Ximenes Marques.
A PROFITEC ministrou cursos profissionalizantes, desde artífice de construção até operadores de computadores para mais de 5.000 pessoas, através de convênios com o CEFET, o SENAI, o SENAC e mais de 200 associações de moradores. Através do Banco do Nordeste a PROFITEC assegurou o financiamento de mais de 500 micro-empresas no período.
Morreu em 21 de janeiro de 2009, após passar 6 dias na Unidade de Terapia Intensiva do Hospital São Mateus, em Fortaleza. Estava sedado, respirando por aparelhos, com ventilação mecânica e com coma induzido. Juraci descobriu que tinha câncer de pulmão há 12 anos, e foi considerado curado. Entretanto, o câncer voltou recentemente e espalhou-se pelo fígado do paciente, que faleceu com um quadro de pancitopenia - diminuição da imunidade ocasionada pela quimioterapia. O corpo de Juraci Magalhães está sepultado no Cemitério Parque da Paz em Fortaleza.